# 崇文街道 (荆州市)
崇文街道，是中华人民共和国湖北省荆州市沙市区下辖的一个乡镇级行政单位。

## 行政区划
崇文街道下辖以下地区：
惠工街社区、凤台坊社区、民乐社区、公园路社区、江津湖社区、川祖宫社区、洪垸社区、滨湖社区、民缘社区和雷家当社区。